# Robert Sacre
Robert Sacre, né le 6 juin 1989 à Bâton-Rouge, Louisiane aux États-Unis, est un joueur américano-canadien de basket-ball. Il évolue au poste de pivot.

## Carrière
Il est choisi au second tour lors de la draft 2012 de la NBA (60e position) par les Lakers de Los Angeles.

## Records en NBA
Les records personnels de Robert Sacre, officiellement recensés par la NBA sont les suivants :
| Type statistique            | Saison régulière | Saison régulière            | Saison régulière |
| Type statistique            | Record           | Adversaire                  | Date             |
| --------------------------- | ---------------- | --------------------------- | ---------------- |
| Points en un match          | 15               | Nuggets de Denver           | 5 janvier 2014   |
| Paniers marqués en un match | 6                | 3 fois                      |                  |
| Paniers tentés en un match  | 11               | @ Timberwolves du Minnesota | 28 mars 2014     |
| Paniers à 3 points réussis  |                  |                             |                  |
| Paniers à 3 points tentés   |                  |                             |                  |
| Lancers francs réussis      | 5                | 2 fois                      |                  |
| Lancers francs tentés       | 6                | 3 fois                      |                  |
| Rebonds offensifs           | 6                | @ Timberwolves du Minnesota | 28 mars 2014     |
| Rebonds défensifs           | 9                | Spurs de San Antonio        | 19 mars 2014     |
| Rebonds totaux              | 11               | Spurs de San Antonio        | 19 mars 2014     |
| Passes décisives            | 4                | 3 fois                      |                  |
| Interceptions               | 3                | Grizzlies de Memphis        | 13 avril 2014    |
| Contres                     | 4                | @ Rockets de Houston        | 8 janvier 2013   |
| Balles perdues              | 4                | 2 fois                      |                  |
| Minutes jouées              | 31               | 4 fois                      |                  |

- Double-double : aucun (au 10/11/2014).
- Triple-double : aucun.

## Records en D-League
Les records personnels de Robert Sacre, officiellement recensés par la D-League sont les suivants :
| Type statistique            | Saison régulière | Saison régulière            | Saison régulière |
| Type statistique            | Record           | Adversaire                  | Date             |
| --------------------------- | ---------------- | --------------------------- | ---------------- |
| Points en un match          | 22               | Skyforce de Sioux Falls     | 5 janvier 2013   |
| Paniers marqués en un match | 10               | Skyforce de Sioux Falls     | 5 janvier 2013   |
| Paniers tentés en un match  | 17               | Skyforce de Sioux Falls     | 5 janvier 2013   |
| Paniers à 3 points réussis  |                  |                             |                  |
| Paniers à 3 points tentés   |                  |                             |                  |
| Lancers francs réussis      | 7                | @ Red Claws du Maine        | 30 novembre 2012 |
| Lancers francs tentés       | 7                | @ Red Claws du Maine        | 30 novembre 2012 |
| Rebonds offensifs           | 5                | Vipers de Rio Grande Valley | 7 janvier 2013   |
| Rebonds défensifs           | 11               | Stampede de l'Idaho         | 28 novembre 2012 |
| Rebonds totaux              | 13               | 2 fois                      |                  |
| Passes décisives            | 3                | Skyforce de Sioux Falls     | 5 janvier 2013   |
| Interceptions               | 2                | Skyforce de Sioux Falls     | 5 janvier 2013   |
| Contres                     | 3                | Toros d'Austin              | 9 mars 2013      |
| Balles perdues              | 4                | @ Red Claws du Maine        | 30 novembre 2012 |
| Minutes jouées              | 43               | Skyforce de Sioux Falls     | 5 janvier 2013   |

- Double-double : 2 (au 03/04/2013).
- Triple-double : aucun.